# 平和宮殿 (プノンペン)
平和宮殿（へいわきゅうでん、クメール語: វិមានសន្តិភាព , Vĭméan Sântĕphéap）、カンボジア首相府(クメール語: ការិយាល័យនៃន)  ាយករដ្ឋមន្រ្តីនៃកម្ពុជា、Karĭyéaloăy ney Néayôk Rôdthâmôntrei ney Kâmpŭchéa ）は、カンボジア首相の首相官邸。

## 概要
平和宮殿は、2010年10月19日にノロドム・シハモニ国王の命令によって正式に完成した。総工費は5,000万米ドルであった。平和宮殿は首相の執務室であることに加えて、2012年の東アジアサミットなど多くの首脳会議が行われている。現在の入居者はフン・マネット首相である。

## 建物
平和宮殿はクメール建築式であり、内部には首相執務室、首相府の事務所の他に、首相一家の住居スペースが置かれている。